# 길손
《길손》은 1986년 4월 17일부터 1986년 10월 16일까지 방영한 KBS 주간 단막 사극 드라마 작품이다.

## 제작진
- 극본 : 양근승
- 연출 : 고성원

## 출연진
- 김성원
- 이순재
- 김시원
- 민지환
- 반문섭
- 백찬기
- 양영준
- 이현두
- 임혁
- 장순국
- 정서임
- 한진희

## 방영 목록
제1화 바람나그네
제2화 뚬부기는 숨어서 운다
제3화 보리피리
제4화 계룡산 까마귀
제5화 탈춤
제6화 꽃신을 찾습니다
제7화 너와 나
제8화 대감놀이
제9화 함정
제10화 북소리
제11화 습격
제12화 돌아온 장쇠
제13화 동창이 밝았느냐
제14화 가시리
제15화 갈매기의 꿈
제16화 산유화
제17화 목마른 새
제18화 다시 만날때까지
제19화 높새바람
제20화 아라리오
제21화 산그림자
제22화 아리랑 아라리오
제23화 모래발자국
제24화 판돌이의 사랑
제25화 내고향 곰나무
제26화 마지막 승부(최종회)